# Реселець
Реселе́ць (болг. Реселец) — село в Плевенській області Болгарії. Входить до складу общини Червен-Бряг.

## Населення
За даними перепису населення 2011 року у селі проживали 1028 осіб.
Національний склад населення села:
| Національність   | Кількість осіб | Відсоток |
| ---------------- | -------------- | -------- |
| болгари          | 739            | 81,5%    |
| цигани           | 164            | 18,1%    |
| Всього відповіли | 907            |          |

Розподіл населення за віком у 2011 році:
Динаміка населення: